# Kansas City Confidential
Kansas City Confidential is een Amerikaanse film noir uit 1952 onder regie van Phil Karlson. Destijds werd de film in Nederland uitgebracht onder de titel Het vierde masker.

## Verhaal
De ex-gevangene Joe Rolfe wordt gearresteerd op verdenking van deelname aan een overval die werd opgezet door de voormalige politieagent Tim Foster. Op de vlucht voor de politie neemt hij de identiteit aan van een dode crimineel. Hij infiltreert vervolgens in de bende van Foster in de hoop om de bezittingen van de dode buit te maken. Er ontstaan complicaties, wanneer Rolfe verliefd wordt op de dochter van Foster.

## Rolverdeling
| Acteur         | Personage     |
| -------------- | ------------- |
| John Payne     | Joe Rolfe     |
| Coleen Gray    | Helen Foster  |
| Preston Foster | Tim Foster    |
| Neville Brand  | Boyd Kane     |
| Lee Van Cleef  | Tony Romano   |
| Jack Elam      | Peter Harris  |
| Dona Drake     | Teresa        |
| Mario Siletti  | Tomaso        |
| Howard Negley  | Scott Andrews |
| Carleton Young | Martin        |
| Don Orlando    | Diaz          |
| Ted Ryan       | Morelli       |